# Оливера Томов
Оливера Вера Томов (Горјани, 31. децембар 1922—Београд, 4. септембар 2006) била је српска глумица-луткарка. Често је наступала под уметничким именом Вера Томов.
Године 1949. долази у Београд, а од 1951. године постаје члан Малог позоришта. Током своје каријере, до 1986. године,  глумила је у 36 представа.

## Позоришне представе
| 1.  | Чаробни лончић, 10.05.1953, Београд, Мало позориште 'Душко Радовић'                   |
| 2.  | Замчић чардачић, 03.03.1955, Београд, Мало позориште 'Душко Радовић'                  |
| 3.  | Звезда Фифи, 12.04.1966, Београд, Мало позориште 'Душко Радовић'                      |
| 4.  | Прича са мора, 01.10.1968, Зрењанин, Народно позориште 'Toša Јовановић'               |
| 5.  | Све, све, али занат, 25.12.1968, Београд, Мало позориште 'Душко Радовић'              |
| 6.  | Црнци и ескими, 17.02.1969, Београд, Мало позориште 'Душко Радовић'                   |
| 7.  | Радознало слонче, 20.06.1969, Београд, Мало позориште 'Душко Радовић'                 |
| 8.  | Лутке и ми, 23.10.1969, Београд, Мало позориште 'Душко Радовић'                       |
| 9.  | Палчица, 29.12.1969, Београд, Мало позориште 'Душко Радовић'                          |
| 10. | Нова земља, 21.02.1970, Београд, Мало позориште 'Душко Радовић'                       |
| 11. | Гримасела, 19.11.1970, Београд, Мало позориште 'Душко Радовић'                        |
| 12. | Фантазије, 14.02.1971, Београд, Мало позориште 'Душко Радовић'                        |
| 13. | Пинокио, 27.04.1972, Београд, Мало позориште 'Душко Радовић'                          |
| 14. | Разиграно срце, 13.05.1972, Београд, Мало позориште 'Душко Радовић'                   |
| 15. | Рода и страшило, 27.11.1972, Београд, Мало позориште 'Душко Радовић'                  |
| 16. | Јуначка легенда, 28.05.1973, Београд, Мало позориште 'Душко Радовић'                  |
| 17. | Бабарога, 27.11.1973, Београд, Мало позориште 'Душко Радовић'                         |
| 18. | Ко зна боље, широко му поље, 11.05.1974, Београд, Мало позориште 'Душко Радовић'      |
| 19. | Весели воз, 23.12.1975, Београд, Мало позориште 'Душко Радовић'                       |
| 20. | Судбина једног Чарлија, 14.11.1976, Београд, Мало позориште 'Душко Радовић'           |
| 21. | Кишобран за двоје, 11.04.1977, Београд, Мало позориште 'Душко Радовић'                |
| 22. | Бајка о рибару и рибици, 13.01.1978, Београд, Мало позориште 'Душко Радовић'          |
| 23. | Како се прави позориште, 30.03.1978, Београд, Атеље 212                               |
| 24. | Љуљашка, 21.09.1978, Београд, Мало позориште 'Душко Радовић'                          |
| 25. | Аска и вук, 15.01.1979, Београд, Мало позориште 'Душко Радовић'                       |
| 26. | Гињолови доживљаји, 28.05.1979, Београд, Мало позориште 'Душко Радовић'               |
| 27. | Лек против старења, 22.10.1979, Београд, Мало позориште 'Душко Радовић'               |
| 28. | Коњић Грбоњић, 29.09.1980, Београд, Мало позориште 'Душко Радовић'                    |
| 29. | Цврчак и мрави, 20.12.1980, Београд, Мало позориште 'Душко Радовић'                   |
| 30. | Сан пијачне ноћи, 15.06.1981, Београд, Мало позориште 'Душко Радовић'                 |
| 31. | Снежна бајка, 23.12.1981, Београд, Мало позориште 'Душко Радовић'                     |
| 32. | Мали принц, 10.04.1982, Београд, Мало позориште 'Душко Радовић'                       |
| 33. | Две бабе и три жабе, 06.09.1982, Београд, Мало позориште 'Душко Радовић'              |
| 34. | Снежана и седам увозних патуљака, 23.05.1983, Београд, Мало позориште 'Душко Радовић' |
| 35. | Музикант и принцеза, 23.10.1984, Београд, Мало позориште 'Душко Радовић'              |
| 36. | Краљевић Марко, 23.10.1985, Београд, Мало позориште 'Душко Радовић'                   |
| 37. | Мистерија ... Београд, 07.03.1986, Београд, Мало позориште 'Душко Радовић'            |
| 38. | Учитељ плеса,17.05.1986, Београд, Мало позориште 'Душко Радовић'                      |